# Saudagar
Saudagar é um filme de drama indiano de 1973 dirigido e escrito por Sudhendu Roy. Foi selecionado como representante da Índia à edição do Oscar 1974, organizada pela Academia de Artes e Ciências Cinematográficas.

## Elenco
- Nutan ... Mahjubhi
- Amitabh Bachchan ... Moti
- Trilok Kapoor
- Padma Khanna ... Phoolbanu
- Murad
- Leela Mishra ... Badi Bhi
- Dev Kishan
- Jugnu
- V. Gopal
- C.S. Dubey